# 的場耕二
的場 耕二（まとば こうじ、1958年11月2日 - ）は、広島県出身の俳優、スーツアクター。元ジャパンアクションエンタープライズ所属。10期生。1985年から1987年のスーパー戦隊シリーズで第2ヒーロー役を演じた。以降もメタルヒーローシリーズなどで活躍した。趣味はバイク、特技はスポーツ全般。

## 出演

### テレビドラマ
- Gメン'75SP（2000年、TBS）梅津吹き替え
- Gメン'75SP II（2001年、TBS）今井雅之吹き替え
- 月曜ミステリー劇場「軽井沢婦人」（2002年、TBS）中山仁吹き替え
- 東京VS大阪（2002年、テレビ朝日）スタント
- 明智小五郎対怪人二十面相（2002年、TBS）ビートたけし吹き替え
- 悪党〜重犯罪捜査班 第8話（2011年3月25日、ABC・EX）サラリーマン 役
- 黄金を抱いて翔べ（2012年、BeeTV）保安 役
- SP〜警視庁警護課II（2012年、テレビ朝日）刑事 役
- 未来日記-ANOTHER:WORLD-（2012年、フジテレビ）平岡祐太吹き替え
- 金曜プレステージ「山村美紗サスペンス・黒の滑走路3・空港大パニックの中仕組まれた完全犯罪!」（2013年8月9日、フジテレビ）

### バラエティ
- 世界まる見え!テレビ特捜部（2000年、日本テレビ）階段落ちスタント
- ザ!世界仰天ニュース（2001年・2002年、日本テレビ）吹き替え、前田峰男 役
- SMAP×SMAP「スマスマ・ショートフィルム」（2001年、フジテレビ）レッド 役

### 特撮テレビドラマ
- 星雲仮面マシンマン（1984年、日本テレビ）
- 電脳警察サイバーコップ（1988年 - 1989年、日本テレビ）
- 仮面ライダーシリーズ
  - 仮面ライダーBLACK（1987年 - 1988年、毎日放送）ゴルゴム研究員
  - 仮面ライダーBLACK RX（1988年 - 1989年、毎日放送）
  - 仮面ライダーオーズ/OOO（2010年 - 2011年、テレビ朝日）研究員
  - 仮面ライダーフォーゼ（2011年 - 2012年、テレビ朝日）
  - 仮面ライダーウィザード（2012年 - 2013年、テレビ朝日）
- スーパー戦隊シリーズ（テレビ朝日）
  - 大戦隊ゴーグルファイブ（1982年 - 1983年）[2]
  - 科学戦隊ダイナマン（1983年 - 1984年）[2] - シッポ兵[3]
  - 電撃戦隊チェンジマン（1985年 - 1986年）チェンジグリフォン[4]
  - 超新星フラッシュマン（1986年 - 1987年）グリーンフラッシュ[5]
  - 光戦隊マスクマン（1987年 - 1988年）ブラックマスク[6]、ギャラクシーロボ（代役）[要出典]
  - 高速戦隊ターボレンジャー（1989年 - 1990年）第7話ゲスト
  - 特捜戦隊デカレンジャー（2004年）ボディーガード 役
  - 轟轟戦隊ボウケンジャー（2006年 - 2007年）
  - 侍戦隊シンケンジャー（2009年 - 2010年）アヤカシ、ナナシ連中[要出典]
  - 天装戦隊ゴセイジャー（2010年 - 2011年）魔虫兵ビービ[要出典]
  - 海賊戦隊ゴーカイジャー（2011年 - 2012年）ゴーミン、スゴーミン[要出典]
  - 特命戦隊ゴーバスターズ（2012年 - 2013年）バグラー[要出典] 他
  - 獣電戦隊キョウリュウジャー（2013年 - 2014年）
  - 烈車戦隊トッキュウジャー（2014年 - 2015年）
- メタルヒーローシリーズ（テレビ朝日）
  - 宇宙刑事シャリバン（1983年 - 1984年）[7]
  - 世界忍者戦ジライヤ（1988年 - 1989年）磁雷矢（アクション部分と第二着装 / 第5話以降）[8]、半蔵 役
  - 特救指令ソルブレイン（1991年 - 1992年）S.S.-I乗組員 役[9]
  - 重甲ビーファイター（1995年 - 1996年）ジースタッグ[要出典]
  - ビーファイターカブト（1996年 - 1997年）ビーファイタークワガー、客演時のジースタッグ[要出典]
  - ビーロボカブタック（1997年 - 1998年）クワジーロSモード[10]
  - テツワン探偵ロボタック（1998年 - 1999年）タッカードN/Sモード[11]

### 映画
- いつかギラギラする日（1992年、松竹）
- 劇場版 重甲ビーファイター（1995年）ジースタッグ
- バトル・ロワイアルII 鎮魂歌（2003年、東映）オールドセブン 役
- 海賊戦隊ゴーカイジャーVS宇宙刑事ギャバン THE MOVIE（2012年、東映）
- 仮面ライダーシリーズ（東映）
  - 劇場版 仮面ライダーアギト PROJECT G4（2001年）アントロード / フォルミカペデス、自衛隊隊員 役
  - 劇場版 仮面ライダーディケイド オールライダー対大ショッカー（2009年）
  - 仮面ライダー×仮面ライダー オーズ&ダブル feat.スカル MOVIE大戦CORE（2010年）
  - 仮面ライダー×仮面ライダー フォーゼ&オーズ MOVIE大戦MEGA MAX（2011年）
  - 仮面ライダーフォーゼ THE MOVIE みんなで宇宙キターッ!（2012年）
  - 仮面ライダー×仮面ライダー ウィザード&フォーゼ MOVIE大戦アルティメイタム（2012年）
- スーパー戦隊シリーズ（東映）
  - 劇場版 電撃戦隊チェンジマン（1985年）チェンジグリフォン[要出典]
  - 劇場版 電撃戦隊チェンジマン シャトルベース!危機一髪!（1985年）チェンジグリフォン[要出典]
  - 劇場版 超星神フラッシュマン（1986年）グリーンフラッシュ[要出典]
  - 劇場版 超星神フラッシュマン 大逆転!タイタンボーイ!（1987年）グリーンフラッシュ[要出典]
  - 劇場版 光戦隊マスクマン（1987年）ブラックマスク[要出典]
  - 炎神戦隊ゴーオンジャー BUNBUN!BANBAN!劇場BANG!!（2008年）魔鬼[要出典]
  - 劇場版 炎神戦隊ゴーオンジャーVSゲキレンジャー（2009年）ゲキチョッパー[要出典]
  - 侍戦隊シンケンジャー 銀幕版 天下分け目の戦（2009年）クサレナナシ連中[要出典]
  - 侍戦隊シンケンジャーVSゴーオンジャー 銀幕BANG!!（2010年）ナナシ連中[要出典]
  - 天装戦隊ゴセイジャーVSシンケンジャー エピックon銀幕（2011年）
  - ゴーカイジャー ゴセイジャー スーパー戦隊199ヒーロー大決戦（2011年） - ウルザードファイヤー[12]
  - 海賊戦隊ゴーカイジャー THE MOVIE 空飛ぶ幽霊船（2011年）
  - 特命戦隊ゴーバスターズ THE MOVIE 東京エネタワーを守れ!（2012年）
  - 特命戦隊ゴーバスターズVS海賊戦隊ゴーカイジャー THE MOVIE（2013年）
- スーパーヒーロー大戦シリーズ（東映）
  - 仮面ライダー×スーパー戦隊 スーパーヒーロー大戦（2012年）
  - 仮面ライダー×スーパー戦隊×宇宙刑事 スーパーヒーロー大戦Z（2013年）

### Vシネマ
- 女バトルコップ（1990年、東映）
- メタルヒーローシリーズ
  - ビーロボカブタック クリスマス大決戦!!（1997年、東映）
  - テツワン探偵ロボタック&カブタック 不思議の国の大冒険（1998年、東映）タッカードNモード[要出典]
- スーパー戦隊シリーズ
  - 帰ってきた天装戦隊ゴセイジャー last epic（2011年、東映）
  - 帰ってきた特命戦隊ゴーバスターズVS動物戦隊ゴーバスターズ（2013年、東映）

### ネットムービー
- ネット版 仮面ライダー×スーパー戦隊 スーパーヒーロー大変 〜犯人はダレだ?!〜（2012年、東映）仮面ライダーファイズ、ゴーオンレッド

### 舞台
- ミュージカル『スターライト・エクスプレス』（1990年）マーシャル 役
- EXILE TRIBE PERFCT YEAR LIVE TOUR （2014年）

### CM
- 大正製薬「リポビタンD」
- 住友生命「太陽に平次」編（2000年）
- 日本コカ・コーラ「煌（ファン）」（2000年）老師吹き替え

### イベント
- ライフカード（2001年）悪の男 役

### その他
- 財団法人日本下水道業務管理センターVP（2000年）